# Jean-Jacques Lebel
Jean-Jacques Lebel, född 30 juni 1936 i Neuilly-sur-Seine, är en fransk konstnär, poet och politisk aktivist. Han var medlem av Socialisme ou Barbarie. Därtill förknippas han med den tidiga beatnikrörelsen. Lebel är särskilt känd för sina happenings.

## Biografi
År 1960 anordnade Lebel happeningen L'enterrement de la Chose. År 1967 filmade Lebel en happening i en skog i Normandie för att visas på en filmfestival i Belgien. Festivalarrangörerna nekade att visa Lebels film. Han protesterade då med att anordna en happening, vid vilken en naken Yoko Ono korades till "Miss Experimental". Lebel har även samarbetat med bland andra Claes Oldenburg, Allan Kaprow, Erró, Carolee Schneemann och Nam June Paik.
År 1968 deltog Lebel i 22 mars-rörelsen som bland annat ockuperade universitetsbyggnaden i Nanterre. Senare var han aktiv i anarkistgruppen Noir et Rouge och den socialistiska Informations et Correspondences Ouvrières.